# Digitus
Digitus (latin för "finger") var ett romerskt längdmått motsvarande en fingerbredd eller tum. 
- 1 digitus = 1/16 pes (romersk fot) ≈ 1,85 centimeter.